# Raphael Mechoulam
Raphael Mechoulam (hebr. רפאל משולם, bułg. Рафаел Мешулам; ur. 5 listopada 1930 r., w Sofii, zm. 9 marca 2023 r. w Jerozolimie) – urodzony w Bułgarii izraelski chemik organiczny, profesor na Wydziale Medycyny Uniwersytetu Hebrajskiego w Jerozolimie. Pełnił funkcję rektora tego uniwersytetu w latach 1979-1982. Został wybrany do Israel Academy of Sciences and Humanities (odpowiednik Polskiej Akademii Nauk) w 1994 roku i pełnił funkcję jej kierownika naukowego w latach 2007-2013. Był laureatem Israel Prize for Chemistry Research w 2000 r. oraz nagrody Harvey Prize za lata 2019–2020.
Znany jako „ojciec chrzestny badań nad konopiami”, wspólnie z Y. Gaonim wyizolował tetrahydrokanabinol (THC) – główną substancję czynną konopi. Wyizolował również i zidentyfikował endogenne kannabinoidy: anandamid w mózgu i 2-Arachidonyloglicerol (2-AG) w narządach obwodowych. Jego praca doprowadziła do odkrycia układu endokannabinoidowego, który ma wpływ na wiele aspektów zdrowia człowieka.

## Biografia
Mechoulam urodził się 5 listopada 1930 r. w Sofii (Bułgaria) w rodzinie sefardyjskiej. Rodzice byli osobami wykształconymi: ojciec był lekarzem ordynatorem miejscowego szpitala, a matka studiowała w Berlinie. Przed uchwaleniem praw antysemickich i wybuchem II wojny światowej uczęszczał do „amerykańskiej szkoły podstawowej” w Sofii. Po jej zamknięciu wraz z rodzicami przeprowadził się do małej miejscowości na Bałkanach, ze względów bezpieczeństwa. Mimo że był jedynym lekarzem w okolicy, ojciec Mechoulama został zesłany do obozu koncentracyjnego, w którym pobyt przeżył. Po zajęciu Bułgarii przez komunistów w 1944 roku studiował inżynierię chemiczną, czego „nie lubił”.
W 1949 roku jego rodzina wyemigrowała do Izraela, gdzie później studiował chemię. Uzyskał tytuł magistra nauk ścisłych w dziedzinie biochemii na Uniwersytecie Hebrajskim w 1952 roku. Podczas służby wojskowej w armii izraelskiej w latach 1953-1956 prowadził badania nad środkami owadobójczymi.
W latach 1956–1958 uzyskał jako jeden z pierwszych doktorat na Instytucie Naukowym Weizmanna, pracą o syntezie sterydów pod kierunkiem Franza Sondheimera. Następnie w okresie 1959-1960 odbył staż podoktorski na Uniwersytecie Rockefellera w Nowym Jorku w zakresie badań nad strukturą terpenów. W latach od 1960 do 1965 był pracownikiem naukowym w Instytucie Weizmanna i zajmował się chemią substancji naturalnych, w tym kannabinoidów, terpenów i alkaloidów.
W 1966 Mechoulam dołączył do kadry Uniwersytetu Hebrajskiego w Jerozolimie. W 1967 roku otrzymał grant badawczy Instytutu Zdrowia Psychicznego USA na kontynuację badań nad haszyszem. Został mianowany profesorem nadzwyczajnym (1968), następnie profesorem zwyczajnym (1972) Uniwersytetu Hebrajskiego. Zaś w roku 1975 został powołany na stanowisko kierownika katedry chemii medycznej Lionela Jacobsona.
Od 1979 do 1982 pełnił funkcję rektora Uniwersytetu Hebrajskiego, a w latach 1983-1985 prorektora. W 1982 r. był profesorem wizytującym na Uniwersytecie Ohio, natomiast w okresie 1993-1994 – na Wydziale Farmakologii Richmond College of Medicine. W 1994 roku został wybrany na członka Israel Academy of Sciences and Humanities.
Wystąpił w programie dokumentalnym Konopie: lek czy narkotyk? (oryg. Cannabis: Miracle Medicine or Dangerous Drug?) w Polsce emitowanym na kanale BBC Earth (2019).
Mechoulam był członkiem założycielem International Association for Cannabinoid Medicines (IACM; Międzynarodowe Stowarzyszenie Leków Kannabinoidowych) i International Cannabinoid Research Society (Międzynarodowe Towarzystwo Badań nad Kannabinoidami). Pełnił funkcję prezesa tego drugiego w latach 1999–2002 oraz pierwszego w latach 2003–2005. W okresie 2007–2018 piastował urząd przewodniczącego Wydziału Nauk Przyrodniczych Israel National Academy of Sciences.
Zmarł 9 marca 2023 roku w wieku 92 lat.

## Badania
Głównymi zainteresowaniami naukowymi Raphaela Mechoulama była chemia i farmakologia kannabinoidów. W 1963 roku rozpoczął prace nad składowymi rośliny konopi indyjskiej, z której produkuje się haszysz i marihuanę. Chociaż były od stuleci najpopularniejszymi nielegalnymi narkotykami w wielu regionach, ich właściwości chemiczne i biologiczne były nieznane. W przeciwieństwie do równie popularnej morfiny i kokainy, które opisano już w XIX wieku. Chociaż przeprowadzono pewne badania, psychoaktywne składniki konopi nie zostały wyizolowane w czystej postaci, a struktura chemiczna nie została poznana.
Wraz z członkami swojej grupy badawczej, w tym Yehielem Gaonim, Mechoulam określił struktury i stereochemię głównych kannabinoidów roślinnych, kanabidiolu (CBD, 1963) i Δ9-tetrahydrokannabinolu (THC, 1964), a próba ich całkowitej syntezy zakończyła się sukcesem w 1965 roku. Wyizolowali także, scharakteryzowali i zsyntetyzowali kannabigerol (CBG, 1964) oraz wykazali, że on nie jest psychoaktywny. W 1970 roku doktorant Mechoulama, Zvi Ben-Zvi, doniósł o pierwszej izolacji aktywnego metabolitu THC w organizmie człowieka.
W latach 80. kontynuował badania nad aktywną strukturą kannabinoidów i rozpoczął współpracę z klinicystami przy badaniach THC i CBD na zwierzętach. W 1987 roku Mechoulam i A. Abrahamov rozpoczęli badanie kliniczne z Δ8-THC (bardziej stabilnym izomerem Δ9-THC) u dzieci poddawanych chemioterapii. Substancja zapobiegała nudnościom i wymiotom; od tego czasu jest stosowana u pacjentów.
W 1989 roku zaprezentował koncepcję, że działanie THC wynika z jego trójwymiarowej stereospecyficznej struktury. Doprowadziło to do odkrycia przez innych badaczy receptora kannabinoidowego znanego jako CB1.
Mechoulam zainicjował projekt badawczy, który doprowadził do wyizolowania i scharakteryzowania pierwszego opisanego anandamidu endokannabinoidowego (N-arachidonoilo-etanoloaminy, AEA) w 1992 r.  Anandamid, będący pochodną kwasu tłuszczowego, różni się budową od kannabinoidu roślinnego i ma taki sam profil działania jak THC. Odkrywcami byli dr William Devane i dr Lumír Ondřej Hanuš. Inny endogenny kannabinoid, 2-arachidonoiloglicerol (2-AG), został opisany w 1995 roku przez Shimona Ben-Shabata, jednego z doktorantów Mechoulama. W roku 2006 zespół Raphaela zidentyfikował inny endokannabinoid, arachidonoilo-L-serynę. Nie jest spokrewniony ze znanymi receptorami kannabinoidowymi; powoduje rozszerzenie naczyń.
W 1998 roku Mechoulam i Ben-Shabat zaproponowali „efekt otoczenia”, czyli koncepcję, zgodnie z którą różne metabolity przyjmowane jednocześnie mogą skutkować zwiększonym działaniem w porównaniu z pojedynczymi endogennymi kannabinoidami.
Układ endokannabinoidowy to stosunkowo nowoodkryty układ neuroprzekaźnikowy, który wpływa na różnorodne funkcje i układy w organizmie człowieka. Odkrycie i badanie jego funkcji otworzyło nową dziedzinę w biochemii i badaniach mózgu. Prace przeprowadzone w laboratorium Mechoulama, we współpracy z innymi grupami w Izraelu i za granicą, pomogły wyjaśnić rolę kannabinoidów i endokannabinoidów w wielu procesach fizjologicznych i posunęły badania nad ich możliwym zastosowaniem w leczeniu stanów patologicznych.
Mechoulam opublikował ponad 425 artykułów naukowych. Jest wymieniony jako współzałożyciel firmy 180 life sciences.

## Narody i wyróżnienia
- 2019–2020: Harvey Prize, Technion[5][39]
- 2019: Doktor filozofii, honoris causa, Instytut Naukowy Weizmanna[40]
- 2014: IACM Special Award, International Association for Cannabinoid Medicines (IACM; Międzynarodowe Stowarzyszenie Leków Kannabinoidowych)[41][19]
- 2012: Rothschild Prize w dziedzinie nauk chemicznych i fizycznych (Rothschild Prize in Chemical Sciences and Physical Sciences)[42]
- 2012: EMET Prize w dziedzinie nauk ścisłych — chemii[2][43]
- 2011: Nagroda za odkrycie (Discovery Award), NIDA (Narodowy Instytut ds. Nadużywania Narkotyków)
- 2006: Doktor honoris causa, Uniwersytet Complutense w Madrycie[44]
- 2003–2005: Prezes zarządu, IACM[19]
- 2002: Honorowy członek, Izraelskie Towarzystwo Fizjologii i Farmakologii (Israel Society for Physiology and Pharmacology)
- 2001: Honorowy tytuł doktora, Uniwersytet Stanowy Ohio[45]
- 2000: Nagroda Izraela w dziedzinie nauk ścisłych - chemii[5]
- 1999–2002: Prezes, (ICRS; Międzynarodowe Towarzystwo Badań nad Kannabinoidami)[18]
- 1994: Członek, Israel Academy of Sciences and Humanities[2][3]